# Photinia komarovii
Photinia komarovii är en rosväxtart som först beskrevs av H. Lev. och Vaniot, och fick sitt nu gällande namn av Ling Ti Lu och C.L. Li. Photinia komarovii ingår i släktet Photinia och familjen rosväxter. Inga underarter finns listade i Catalogue of Life.